# Herzspitzenstoß
Der Herzspitzenstoß ist das bei der Palpation fühlbare Anstoßen der Herzspitze an die vordere Brustwand während der Systole. Die genaue Lokalisation ist abhängig von der Konstitution und kann auch pathologisch verlagert sein (siehe auch Hypertrophie). In der Regel findet man den Ort des Herzspitzenstoßes im Bereich zwischen der linken 5. und 6. Rippe (5. ICR, Interkostalraum), wenn man eine senkrechte Linie von der Mitte des Schlüsselbeins (Medioklavikularlinie) nach unten zieht und etwas einwärts davon (medial) geht. Auch im 5. Interkostalraum links etwas medial (einwärts in Richtung Brustbein) der Brustwarze ist er zu spüren.